# Pura (Tarlac)
Pura ist eine philippinische Stadtgemeinde in der Provinz Tarlac. Sie hat 23.712 Einwohner (Zensus 1. August 2015).

## Baranggays
Pura ist politisch in 16 Baranggays unterteilt.
| - Balite - Buenavista - Cadanglaan - Estipona - Linao - Maasin | - Matindeg - Maungib - Naya - Nilasin 1st - Nilasin 2nd | - Poblacion 1 - Poblacion 2 - Poblacion 3 - Poroc - Singat |